# 신키치 타지리

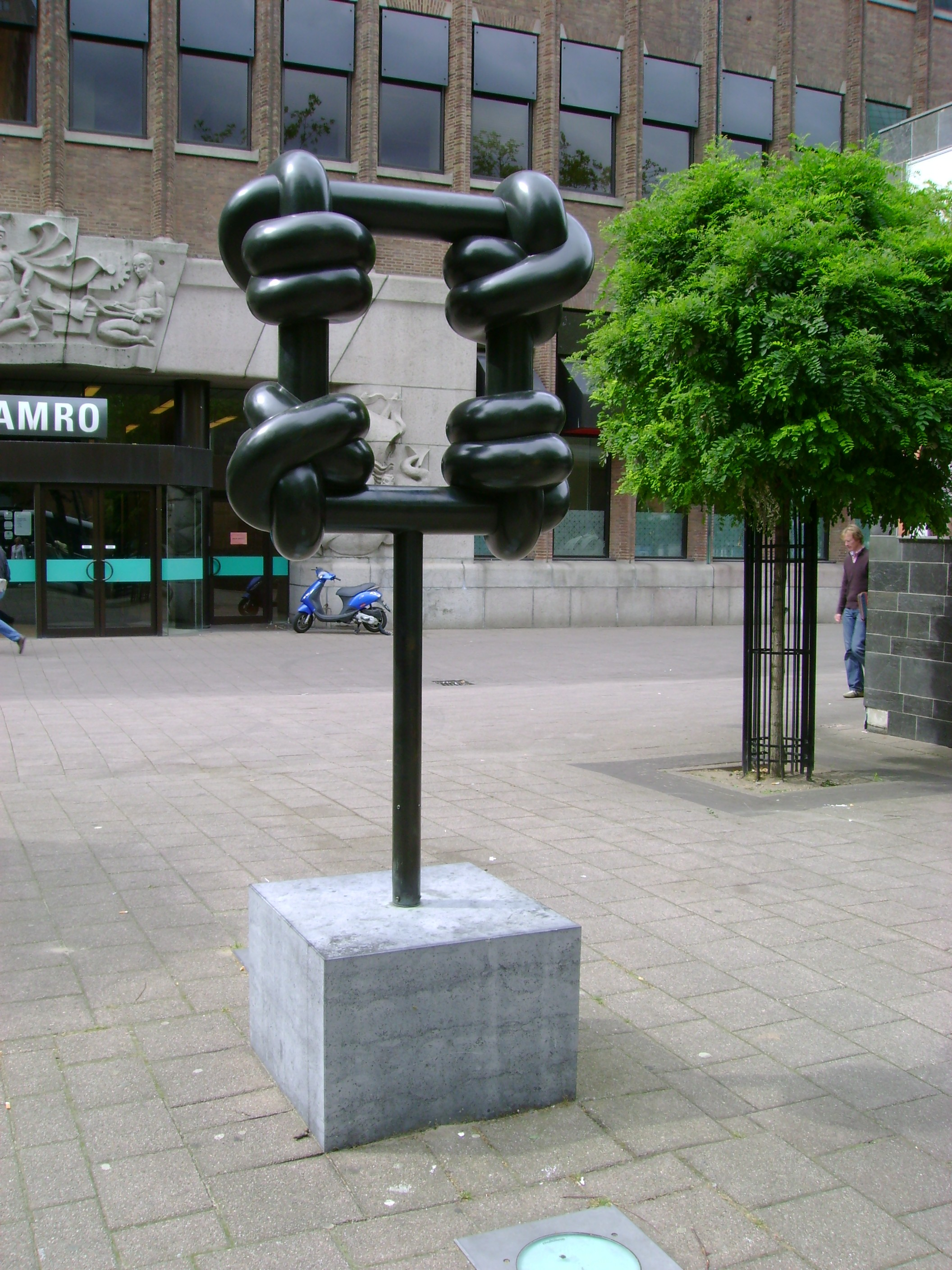
매듭(The Knot) (1976), 로테르담

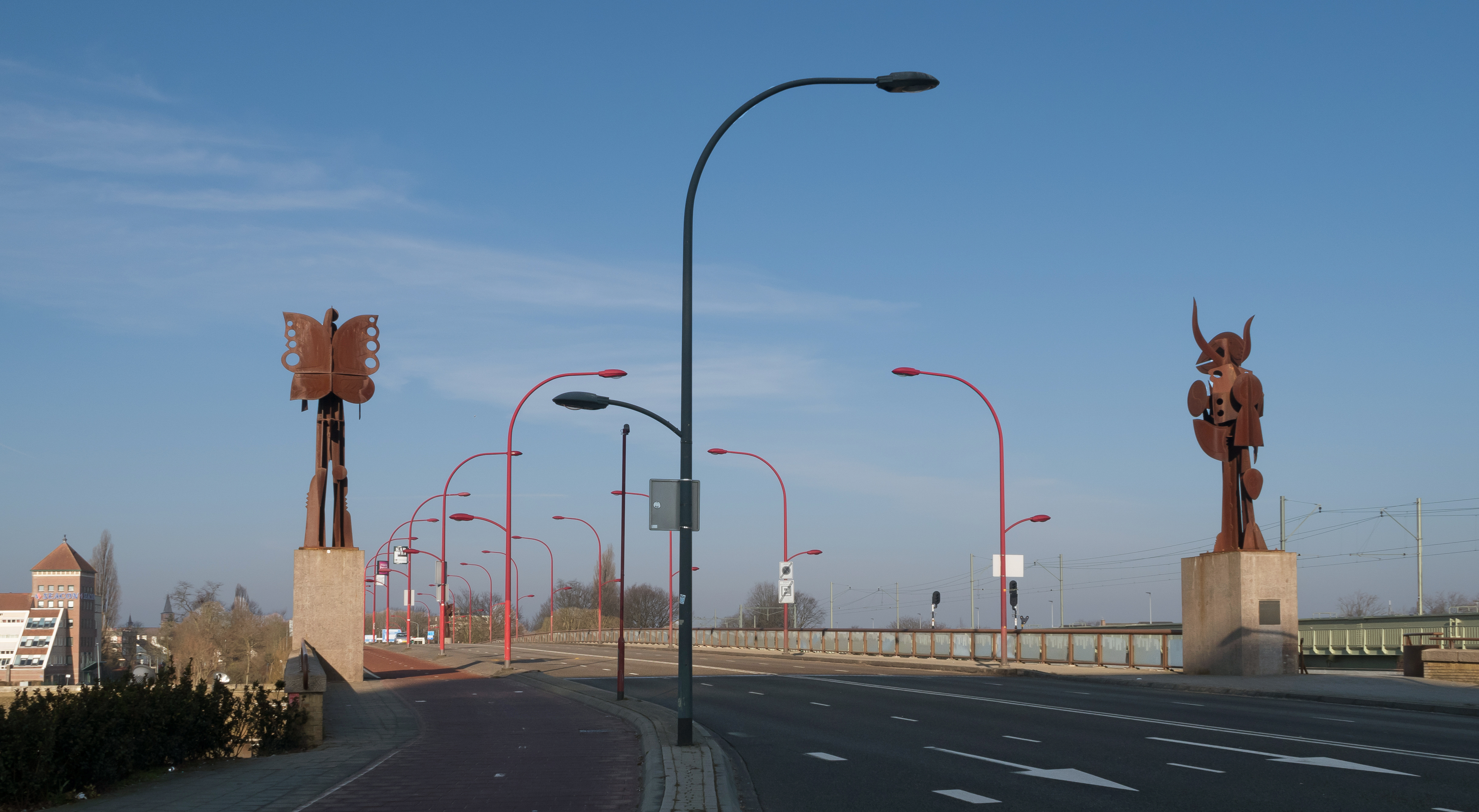
두 다리지기(Twee Brugwachters), 펜로

신키치 타지리(영어·네덜란드어: Shinkichi Tajiri, 일본어: 田尻 慎吉, 1923년 12월 7일~2009년 3월 15일)는 미국과 네덜란드의 조각가이다. 고국인 미국에서 활동하다가 1956년에 네덜란드에 이주하여 그 곳에서 활동하면서 삶을 마쳤다. 조각 뿐만 아니라 회화, 사진, 시네마토그래피 분야에서도 활발히 활동했다.

## 어린 시절
일본계 미국인인 타지리는 노동자 계층이 주로 거주하던 지역인 로스앤젤레스의 와츠에서 태어났다. 그는 류키치 타지리와 후요 키쿠타 사이의 일곱 자녀들 가운데 다섯째로 태어났으며 일본어식 이름은 다지리 신키치(일본어: 田尻 慎吉)이다.
1936년, 그의 가족은 샌디에고로 이주했다. 그의 아버지는 그가 15세가 되던 해에 사망하였다. 1940년, 타지리는 도널 호드에게서 처음으로 조각에 대한 가르침을 받는다.

## 삶과 작품
1942년, 타지리의 가족은 애리조나의 포스톤 전쟁 강제 수용소에 수용되었다. 이후 그는 형제였던 빈센트와 함께 442 연대 전투단에서 군인으로 생활하였다. 그들은 1943년부터 유럽에서 벌어지는 전투에 참전하였으며, 이 과정에서 신키치는 이탈리아에서 부상을 입는다. 신키치는 미국으로 돌아가 시카고 미술연구소에서 1946년부터 1948년까지 공부한다.
1949년 그는 오시프 자드킨, 페르낭 레제 밑에서 공부하기 위해 파리로 건너갔으며, 그곳에서 카렐 아펠과 기욤 코르네유를 만났다. 그는 암스테르담 시립 미술관에서 열린 1949년 COBRA 전시회에 작품을 전시하기도 했다. 1955년에는 그의 첫 영화인 The Vipers를 제작했다.
1956년부터 그는 네덜란드에서 거주하기 시작했으며, 1962년에는 네덜란드 바를로로 이주했다. 그는 조각가이면서 동시에 화가이기도 했다. 그는 카셀에서 열리는 도큐멘타에 그의 작품의 전시하기도 했는데, 1959년의 제2회, 1964년의 제3회, 1968년의 제4회 도큐멘타에 각각 참여하였다. 1969년부터 그는 베를린조형예술대학에서 교육자로 활동했다. 1969년과 1970년에는 베를린 장벽 전 구간의 사진을 촬영하였다. 1970년, 그는 덴마크로 가서 보딜 옌센에 관련된 다큐멘터리인 Bodil Joensen - en sommerdag juli 1970를 제작했다. 1975년과 1976년에는 다게레오타이프를 재현하기도 했다.

## 참고 문헌
- Jörg Kirchbaum, Lexikon der Fotografen, Frankfurt am Main: Fischer TB, 1981, p. 183.
- Claudia Bulk, Tajiri, Shinkichi, in: Reinhold Mißelbeck, editor, Prestel- Lexikon der Fotografen, München: Prestel, 2002, p. 235.